# Ziębice
Ziębice este un oraș în Polonia.

## Personalități născute aici
- Edyta Górniak (n. 1972), cântăreață.